# Eotyrannus lengi
Eotyrannus lengi és una espècie de dinosaure teròpode tiranosauroïdeu que va viure al Cretaci inferior. Les seves restes fòssils foren trobades a la formació de Wessex, incloent el grup Wealden, localitzat a la costa sud-oest de l'illa de Wight, Regne Unit. Aquesta espècie va ser descrita per Hutt et al. l'any 2001.